# 劉寔
劉寔（220年—310年），字子真，平原郡高唐县（今山東省禹城市西南）人。西汉濟北王刘勃的十二世孫。三國時曹魏及西晉官員。十分好學，尤其精通春秋三傳，有一些關於《春秋》的著作，如《春秋條例》。

## 生平
劉寔年少時家境貧困艱苦，只靠賣牛衣為生。但劉寔仍然十分好學，於是才學博通古今。後來州郡舉薦他，但他不應命。及後以計吏身份到洛陽，後歷任河南尹丞、尚書郎和廷尉正。後升任吏部郎，參相國（司馬昭）軍事，獲封循陽子。
司馬炎於泰始元年（265年）建立西晉後，劉寔進封為循陽伯，並遷任少府。後來劉寔又先後任太常和尚書。咸寧五年（279年），司馬炎發動晉滅吳之戰，劉寔亦以本官行鎮南軍司。及後因兒子劉夏被揭受賂而被免官。不久任大司農，但再因劉夏犯罪而被罷免。後來再被任官，任國子祭酒、散騎常侍。太子司馬衷嫡長子司馬遹封廣陵王後，劉寔更獲選為他的老師。
元康元年（291年），進爵循陽侯，遷太子太保，加侍中、特進、右光祿大夫、開府儀同三司，領冀州都督。永康元年（300年）劉寔轉拜司空，不久遷任太保，再轉太傅。太安元年（302年），劉寔以老病為由請辭，以侯爵身份回府第，但在次年則爆發了戰爭，長沙王司馬乂與成都王司馬穎及河間王司馬顒的聯軍在洛陽對陣，期間劉寔府第遭到士兵搶掠，劉寔唯有逃回故鄉平原郡。永興元年（304年），劉寔被任命為太尉，但他辭去了。
永嘉元年（307年），劉寔以年老為由請辭，但遭拒絕，並任命為太尉，直至永嘉三年（309年）才獲准許。一年多後劉寔逝世，享年九十一歲，諡號為元。

## 性格特徵
- 魏滅蜀之戰時，有人問劉寔究竟鍾會和鄧艾兩名主將究竟可不可以成功滅蜀，劉寔則說：「破蜀必矣，而皆不還。（一定能成功滅蜀，但兩人都不能回來。）」那人追問原因，但劉寔只是報以一笑。後來鍾會謀反被亂兵所殺；鄧艾則被衛瓘所派的田續殺死，正如劉寔所言。因而劉寔被認為有先見之明。
- 劉寔為人節儉，即使身居高職仍然不追求奢華。一次到奢侈的石崇家作客，就因為他那個華麗的廁所而以為是進了石崇的居室。而且亦沒有置下物業和聚斂家財，為官俸祿都用來照顧親屬。
- 劉寔好學不倦，任官後雖有繁重事務仍然手不釋卷。

## 家庭

### 父
- 劉廣，斥丘縣令。

### 妻子
- 盧氏，生兒子劉躋後逝世。
- 華氏，盧氏死後嫁給劉寔，生劉夏。

### 弟
- 劉智，以儒行見稱。官至秘書監。

### 子
- 劉躋，官至散騎常侍。
- 劉夏，多次貪污，為世所棄。

### 九世孫
- 劉昭，南朝梁時文學家。[2]

## 延伸阅读
[在维基数据编辑]
 《晉書/卷041》，出自房玄齡《晉書》